# Torneo Súper 20
Il Torneo Súper 20 è stato una competizione ufficiale di pallacanestro per club in Argentina, disputata come torneo di precampionato dalle 20 squadre partecipanti alla Liga Nacional de Básquet. Era organizzato dall’Asociación de Clubes (AdC); assegnava un titolo di campione e due posti per la Liga Sudamericana.
Nacque nel 2017 come soluzione al nuovo calendario della FIBA, che prevedeva tre finestre durante l’anno in cui si svolgeva la Liga A (dal 20 al 28 novembre 2017, dal 19 al 27 febbraio e dal 25 giugno al 3 luglio 2018). Per questo motivo, la AdC decise di organizzare, tra l’inizio della stagione a metà settembre e la prima finestra, il Torneo Súper 20.

## Formula
Il torneo era diviso in due fasi: la fase a gironi e i play-off.
- Fase a gironi: Le 20 squadre venivano suddivise in quattro gruppi (A, B, C e D) da cinque componenti ciascuno, in base alla posizione geografica o ad altri criteri determinanti. Ogni squadra affrontava le altre del proprio girone due volte, una in casa e una in trasferta. Ogni vittoria valeva 2 punti, mentre ogni sconfitta assegnava comunque 1 punto. Le squadre venivano poi ordinate in una classifica in base ai risultati ottenuti. Le prime tre classificate di ogni girone accedevano direttamente agli ottavi di finale, mentre le penultime e ultime disputavano un ripescaggio.

- Play-off: Suddivisi in cinque fasi, coinvolgevano tutte le squadre. Le serie di ripescaggio, ottavi di finale e quarti di finale si disputavano al meglio delle tre partite, con formato 1-2: la prima partita si giocava in casa della squadra peggio classificata, mentre la seconda (ed eventuale terza) si giocava in casa della squadra meglio classificata. Le semifinali e la finale si disputavano invece in formato Final Four, in gara secca e in sede unica.

Le squadre classificate penultime e ultime nei gironi partecipavano al ripescaggio. La vincente di ciascuna serie accedeva alla fase successiva, mentre la perdente veniva eliminata dal torneo. Le squadre classificate tra il primo e il terzo posto nel proprio girone accedevano agli ottavi di finale, dove affrontavano le vincenti del ripescaggio. Le squadre vincenti passavano poi ai quarti di finale. I vincitori dei quarti di finale accedevano al Final Four.
- Final Four: Disputato in sede unica e in gara secca, il Final Four vedeva le quattro squadre vincitrici dei quarti di finale affrontarsi prima nelle semifinali e poi nella finale. La squadra vincitrice della finale si proclamava campione del Torneo Súper 20.

## Albo d'oro
| Stagione      | Campione            | Riusltato       | 2° Posto            | Allenatore campione | MVP finale                      |
| ------------- | ------------------- | --------------- | ------------------- | ------------------- | ------------------------------- |
| 2017 Dettagli | San Martín de Corr. | 83-74           | IACC Córdoba        | Sebastián González  | Lucas Faggiano (San Martín (C)) |
| 2018 Dettagli | Quimsa              | 76-70           | San Lorenzo         | Silvio Santander    | Nicolás De Los Santos (Quimsa)  |
| 2019 Dettagli | San Lorenzo         | 92-91           | Quimsa              | Néstor García       | Dar Tucker (San Lorenzo (BA))   |
| 2020 Dettagli | Quimsa              | Finale a gironi | San Martín de Corr. | Sebastián González  | Brandon Robinson (Quimsa)       |
| 2021 Dettagli | IACC Córdoba        | Finale a gironi | G. de Comodoro      | Lucas Victoriano    | Nicolás Romano (Instituto)      |

## Titoli per squadra
| Squadra             | Titoli | 2° Posto | Stagioni vinte | Stagioni 2° posto |
| ------------------- | ------ | -------- | -------------- | ----------------- |
| Quimsa              | 2      | 1        | 2018 y 2020    | 2019              |
| San Martín de Corr. | 1      | 1        | 2017           | 2020              |
| San Lorenzo         | 1      | 1        | 2019           | 2018              |
| IACC Córdoba        | 1      | 1        | 2021           | 2017              |
| G. de Comodoro      | 0      | 1        |                | 2021              |